# Gerald Alston
Gerald Alston (Henderson, 8 novembre 1951) è un cantante statunitense di rhythm and blues.

## Biografia
Nipote di Shirley Alston Reeves, cantante del gruppo The Shirelles e del cantante gospel Johnny Fields.  Iniziò la sua attività come cantante nel coro gospel della chiesa dove predicava suo padre reverendo. La prima band da lui formata si chiamava New Imperials, che in caso di spettacoli in luoghi religiosi assumeva il nome di Gospel Jubilee. Notato all'età di 17 anni durante uno di questi concerti dai Manhattans,  nel 1970 fu da questi ingaggiato per sostituire il loro cantante George Smith, morto per un tumore al cervello. Nel 1988 lasciò il gruppo per dedicarsi alla carriera solista: incise cinque album e dieci singoli, fra cui Take Me Where You Want To (1988) e Slow Motion (1990), entrambi dal discreto successo commerciale.

## Discografia

### Album da solista
- Gerald Alston (1988)
- Open Invitation (1990)
- Always In The Mood (1992)
- First Class Only (1994)
- Gerald Alston Sings Sam Cooke (2008)